# 青橄榄
青橄榄（学名：Canarium album）通称橄榄，也称为白榄、山榄（广西、广东）、青果、谏果、忠果（古称）、黄榄（云南金平）、红榄、青子（广东）、南威、槟榔（潮汕地区），是橄榄科橄榄属植物。

## 形态
常绿乔木；有芳香胶粘性树脂；奇树羽状复叶，长椭圆形小叶，揉碎后有香气；春夏开白色花，复总状花序，有两性花和雄性花；核果绿色，成熟后淡黄色，呈椭圆、卵圆、纺锤形等，有纺锤形坚硬的核。

## 产地及用途
橄榄原产于中国南方，广东、广西、福建、浙江、四川等省份均有出产。闽南、潮汕等地人民过去好食槟榔，但到了清末，渐以橄榄代之。福建省是中国橄榄产量最高的省份，著名品种有惠圆、檀香等。广东潮汕地区也是橄榄的传统产区，其中以澄海南溪橄榄、潮阳金玉三捻橄榄、潮安铁铺橄榄、揭西凤湖橄榄等品种最为闻名。

《异物志》：
橄榄生南海浦屿间。树高丈余。其实如枣，二月有花生，至八月乃熟，甚香。橄榄木高硕难采，以盐擦木身，则其实自落。

《南州异物志》：
闽、广诸郡及缘海浦屿间皆有之。树高丈余，叶似榉柳。二月开花，八月成实，状如长枣，两头尖，青色。核亦两头尖而有棱，核内有三层，层中有肉可食

《岭表录异》：
橄榄树，身耸，枝皆高数尺，其子深秋方熟。闽中尤重此味。云咀之香口，胜含鸡舌香。饮汁，解酒毒。有野生者，子繁树峻，不可梯缘，但刻其根下方寸许，纳盐于其中，一夕子皆自落。树枝节上生脂膏如桃胶，南人采之，和其皮叶煎之，调如黑汤，谓之橄榄糖。用泥船损，干后坚于胶漆，著水益干耳。
橄榄果实味清香微苦而带甜味，常作为水果食用。可生食，或者泡水喝，也可制成蜜饯干果，或将成熟鲜果以甘草、蜂蜜或糖汁腌制成甘草榄。
橄榄核中的果仁肉质多油，清香可食，广东潮汕一带以橄榄仁作为炒饭的食材，是具有特殊风味的美食。
未成熟的橄榄较苦涩，将其切段后与腌制好的芥菜叶一起加食油熬煮，称为橄榄菜，是潮汕地区知名的佐餐小食，尤以汕头市下蓬、外砂等地所产为出名。

## 備註
1. ↑  《康熙字典》 （页面存档备份，存于）：又果名。青子，橄欖也。蘇軾詩：“紛紛青子落紅鹽”。
2. ↑  明代陶宗儀《輟耕錄·事物異名》：「南威，橄欖也。」

## 延伸阅读
[在维基数据编辑]
 《欽定古今圖書集成·博物彙編·草木典·橄欖部》，出自陈梦雷《古今圖書集成》
 《植物名實圖考·橄欖》，出自吳其濬《植物名實圖考》

## 外部連結
- 青果 中藥材圖像數據庫  (香港浸會大學中醫藥學院) （中文）（英文）
- 青果 Qing Guo （页面存档备份，存于） 中藥標本數據庫 (香港浸會大學中醫藥學院) （繁體中文）（英文）